# Real Sociedad de Horticultura
La Real Sociedad de Horticultura (RHS), (en inglés: Royal Horticultural Society) es una institución británica fundada en 1804. Obtuvo el nombre actual por una cédula real de 1861 firmada por el príncipe Alberto (1819-1861).
Esta organización mecenas, nació con el objetivo de promover la jardinería y la horticultura en Gran Bretaña y en Europa. Organiza una serie de exposiciones florales y la instalación de numerosos jardines abiertos al público.
La sociedad posee cuatro jardines principales en Gran Bretaña: el jardín Wisley en el condado de Surrey, el jardín Rosemoor en el condado de Devon, el jardín Hyde Hall en el condado de Essex y el jardín Harlow Carr en el condado de Yorkshire.
La exposición floral más famosa es la que se tiene lugar en Chelsea cada año. Se organizan otras dos más, la primera en el parque Tatton en el Cheshire y la segunda en el Hampton Court Palace. La sociedad organiza cada año el Britain in Bloom, concurso de las ciudades más floridas del país.
Su sede central se encuentra en el n.º 80 de la plaza Vincent en Londres. Su rica biblioteca se ha ido formando gracias a diferentes legados, tal como el de la biblioteca de John Lindley (1799-1865).